# John Dickson Carr
John Dickson Carr (ur. 30 listopada 1906 w Uniontown w stanie Pensylwania, zm. 27 lutego 1977 w Greenville) – amerykański pisarz, autor kryminałów. Pisał także pod pseudonimami: Carter Dickson, Carr Dickson, Roger Fairbairn.

## Życiorys
Był synem kongresmena z Pensylwanii – Woody Nicholasa Carra.
Większość życia spędził w Anglii i dlatego akcja jego powieści przeważnie ma miejsce tamże. Zasłynął przede wszystkim jako autor zagadek zamkniętego pokoju. Zwany jest królem gatunku lub człowiekiem, który wyjaśniał niemożliwe. Stworzył postacie dwóch słynnych detektywów: dr Gideona Fella oraz sir Henry’ego Merrivale’a. Jest autorem biografii sir Arthura Conana Doyle’a. Został dwukrotnie wyróżniony Nagrodą Edgara.
W 1981 roku 17 znawców powieści kryminalnej wytypowało listę najlepszych zagadek zamkniętego pokoju. W czołowej 10 znalazły się cztery pozycje Carra, a ranking otwiera jego The Hollow Man. Zmarł na raka płuca w wieku 70 lat.

## Twórczość

### Powieści
- Poison in Jest (1932) – wyd. pol. Trucizna?, Iskry – Klub Srebrnego Klucza, 1966
- Devil Kinsmere (1934) – wyd. pod ps. Roger Fairbairn
- The Burning Court (1937) – wyd. pol. Tajemnica Marie Stevens, Wydawnictwo Alfa, 1994
- The Emperor's Snuff-Box (1942) – wyd. pol. Tabakierka cesarza, Czytelnik 1968
- The Bride of Newgate (1950)
- The Devil in Velvet (1951) – wyd. pol. Diabeł w aksamitach, Wydawnictwo Alfa, 1994
- The Nine Wrong Answers (1952)
- Captain Cut-Throat (1955)
- Patrick Butler for the Defence (1956)
- Fire, Burn! (1957)
- Scandal at High Chimneys: A Victorian Melodrama (1959)
- The Witch of the Low Tide: An Edwardian Melodrama (1961)
- The Demoniacs (1962)
- Most Secret (1964) – popr. wersja powieści Devil Kinsmere (1934)
- Papa La-Bas (1968)
- The Ghosts' High Noon (1970)
- Deadly Hall (1971)
- The Hungry Goblin: A Victorian Detective Novel (1972)

Cykl z detektywem Henrim Bencolinem
- It Walks By Night (1930)
- Castle Skull (1931)
- The Lost Gallows (1931)
- The Waxworks Murder lub The Corpse in the Waxworks (1932)
- The Four False Weapons (1938)

Cykl z Gideonem Fellem
- Hag's Nook (1933)
- The Mad Hatter Mystery (1933)
- The Blind Barber (1934)
- The Eight of Swords (1934)
- Death-Watch (1935)
- The Hollow Man lub The Three Coffins (1935)
- The Arabian Nights Murder (1936)
- To Wake the Dead (1938)
- The Crooked Hinge (1938)
- The Black Spectacles lub The Problem of the Green Capsule (1939) – wyd. pol. Czarne okulary, LITERA 1990
- The Problem of the Wire Cage (1939)
- The Man Who Could Not Shudder (1940)
- The Case of the Constant Suicides (1941)
- Death Turns the Tables (1941) lub The Seat of the Scornful (1942)
- Till Death Do Us Part (1944)
- He Who Whispers (1946)
- The Sleeping Sphinx (1947)
- Below Suspicion (1949)
- The Dead Man's Knock (1958)
- In Spite of Thunder (1960)
- The House at Satan’s Elbow (1965)
- Panic in Box C (1966)
- Dark of the Moon (1968)

### Zbiory opowiadań
- Dr. Fell, Detective, and Other Stories (1947)
- The Third Bullet and Other Stories of Detection (1954)
- The Exploits of Sherlock Holmes (1954) – opowiadania o Sherlocku Holmesie napisane wspólnie z Adrianem Conan Doyle’em
- The Men Who Explained Miracles (1963)
- The Door to Doom and Other Detections (1980)
- The Dead Sleep Lightly And Other Mysteries From Radio's Golden Age (1983) – opowiadania zrealizowane jako słuchowiska radiowe
- Fell and Foul Play (1991)
- Merrivale, March and Murder (1991) – poszerzony o jedno opowiadanie z płk Marchem zbiór The Department of Queer Complaints (1940)

### Sztuki
- Speak of the Devil (1994) – scenariusz ośmioczęściowego słuchowiska radiowego napisany w 1941
- 13 to the Gallows (2008) – cztery sztuki teatralne powstałe w latach 1940-1942, dwie z nich napisane wspólnie z Valem Gielgudem

### Inne publikacje
- The Murder of Sir Edmund Godfrey (1936)
- The Life of Sir Arthur Conan Doyle (1949)

### Jako Carter Dickson
Powieści
- The Bowstring Murders (1934) – I wyd. pod ps. Carr Dickson

Cykl z sir Henrym Merrivalem
- The Plague Court Murders (1934)
- The White Priory Murders (1934)
- The Red Widow Murders (1935)
- The Unicorn Murders (1935)
- The Punch and Judy Murders lub The Magic Lantern Murders (1936)
- The Ten Teacups lub The Peacock Feather Murders (1937)
- The Judas Window lub The Crossbow Murder (1938)
- Death in Five Boxes (1938)
- Drop to His Death lub Fatal Descent (1939) – napisana wspólnie z Johnem Rhode’em
- The Reader is Warned (1939) – wyd. pol. Ostrzegam czytelnika, Czytelnik 1972
- And So To Murder (1940)
- Murder in the Submarine Zone lub Nine – And Death Makes Ten lub Murder in the Atlantic (1940)
- Seeing is Believing lub Cross of Murder (1941)
- The Gilded Man lub Death and the Gilded Man (1942)
- She Died a Lady (1943)
- He Wouldn't Kill Patience (1944)
- The Curse of the Bronze Lamp (1945) lub Lord of the Sorcerers (1946)
- My Late Wives (1946)
- The Skeleton in the Clock (1948)
- A Graveyard to Let (1949)
- Night at the Mocking Widow (1950)
- Behind the Crimson Blind (1952)
- The Cavalier's Cup (1953)
- Fear is the Same (1956)

Zbiory opowiadań
- The Department of Queer Complaints (1940)
- Scotland Yard: Department of Queer Complaints (1944)